# التاعونه
التاعونه (به عربی: التاعونة) یک روستا در سوریه است که در ناحیه عوج واقع شده‌است. التاعونه ۱٬۰۵۶ نفر جمعیت دارد.